# Jack Harlow
Pour les articles homonymes, voir Harlow.
Jackman Thomas Harlow dit Jack Harlow, né le 13 mars 1998 à Louisville[réf. nécessaire], est un rappeur américain.
Il est notamment connu pour les singles Whats Poppin (en) (2020), Industry Baby (2021) en collaboration avec Lil Nas X et First Class (en) (2022).
Il a trois albums studio : Thats What They All Say (en) (2020), Come Home the Kids Miss You (en) (2022) et Jackman (2023).

## Discographie

### Albums studio
- Thats What They All Say (2020)
- Come Home the Kids Miss You (2022)
- Jackman (2023)

### Mixtapes
- Extra Credit (2011)
- Finally Handsome (2014)
- 18 (2016)
- Gazebo (2017)
- Loose (2018)
- Confetti (2019)

### EP's
- The Handsome Harlow (2015)
- Sweet Action (2020)

## Filmographie
Sauf indication contraire, les informations mentionnées dans cette section peuvent être confirmées par la base de données cinématographiques IMDb,  présente dans la section « Liens externes ».

### Cinema
Longs métrages
- 2023 : Les Blancs ne savent pas sauter (White Men Can't Jump) de Calmatic : Jeremy
- 2024 : The Instigators de Doug Liman : Scalvo